# ノヴォトロイツク市電
ノヴォトロイツク市電（ロシア語: Новотроицкий трамвай）は、ロシア連邦の工業都市であるノヴォトロイツク市内に存在する路面電車。2020年現在は路線バスと共に、同市の単一企業体（МУП）であるノヴォトロイツク都市交通（Новотроицкий Городской Транспорт）、通称「ノヴゴルトランス（НовГорТранс）」によって運営されている。

## 歴史
ノヴォトロイツクは大都市・オルスクの近郊に位置する冶金を主体とした工業都市で、ソビエト連邦（ソ連）による計画の元、1945年以降大規模な開発が始まった歴史を持つ。1950年代、発展を続けるこの都市の工業地帯と住宅地を結ぶための公共交通機関が求められるようになり、1954年にモスクワの設計・研究機関（Гипрокоммундортранс）により路面電車を建設する計画が始動した。同年以降、線路や架線、電停、発電所などの施設の建設、従業員の習熟訓練、車両（KTM-1、KTP-1）の導入などの準備が進められ、1956年11月5日から営業運転を開始した。ただし開業当初は留置線内に修理用の車庫が存在せず、1965年に車庫の建物が完成するまで車両の修繕は屋外で実施されていた。
その後はノヴォトロイツクの発展に合わせて路面電車の路線網は拡大を続け、車両についても1971年以降従来の2軸車からボギー車（KTM-5）への置き換えが始まり、輸送力増強や近代化が図られた。また、開業以降路面電車はノヴォトロイツク市が所有する機関によって運営されていたが、その後は同市における最大の企業であるオルスク＝ハリロフスキー冶金合同会社（現：ウラル・スチール）の輸送部門へと移管された。
ソビエト連邦の崩壊後の経済混乱の中、ノヴォトロイツク市の社会支援のため全列車が無料で運行していた時期（1993年 - 2000年）を経て、翌2001年に路面電車の運営を市が所有する単一企業体へ移管する事が決定され、準備期間を経て2002年9月以降はノヴォトロイツク電気交通会社（Новотроицкий электротранспорт）、通称「ノヴエレクト」（Новэлект）が路面電車の運営を実施した。だが、電気代や修理費用の高騰、民間事業者が運営するミニバスとの競争に加え、安価な運賃が災いし収入が伸び悩んだ事から2010年代以降同社は深刻な財政難に陥った。そのため、2012年に同社に代わる新たな単一事業体としてノヴォトロイツク都市交通（Новотроицкий Городской Транспорт）、通称「ノヴゴルトランス（НовГорТранс）」を設立する事が市議会で採択され、翌2013年以降は同事業者が路面電車などの運営を行っている。

## 運行
2020年現在、ノヴォトロイツク市電は2つの支線を含んだ全長11 kmの路線網を有し、以下の5系統が運行している。ただしそのうち2つの系統は運行時間が限定されている。運賃は1回の乗車につき13ルーブルで、ノヴォトロイツク市民や学生、企業の労働者向けの月額乗車券の展開も行われている。
| 系統番号 | 起点           | 終点      | 備考・参考               |
| -------- | -------------- | --------- | ------------------------ |
| 1        | Микр-Н         | КХП       | [ 8 ]                    |
| 2        | Заладный-Рынок | Ф.Л.Ц.    | [ 9 ]                    |
| 3        | Микр-Н         | Зап.Рынок | [ 10 ]                   |
| 4        | Микр-Н         | Ф.Л.Ц.    | 朝・午後の時間帯のみ運行 |
| 5        | Заладный-Рынок | КХП       | 朝・夕方の時間帯のみ運行 |

## 車両

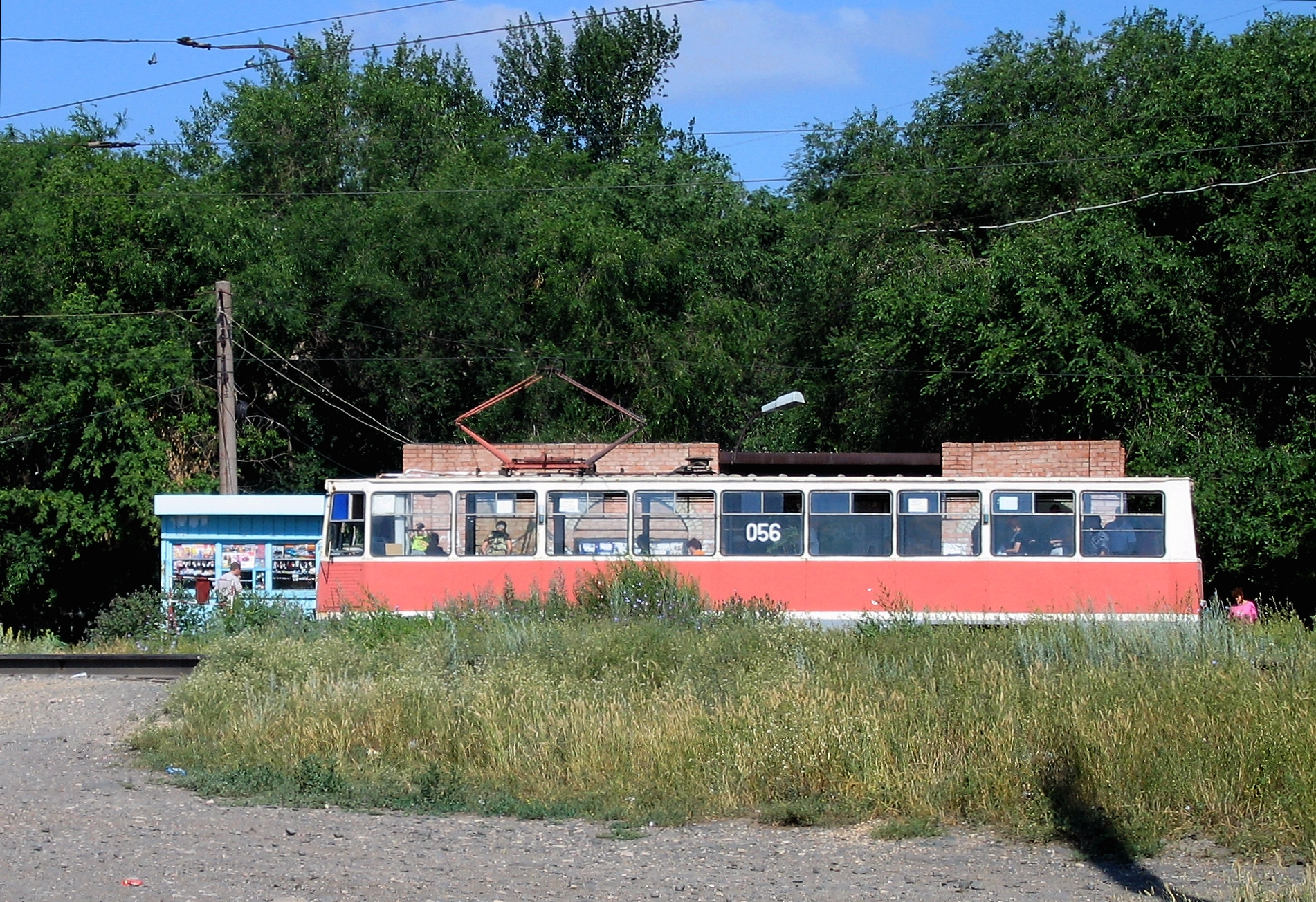
電停に停車するKTM-5（2007年撮影）

2023年11月現在、ノヴォトロイツク市電に在籍する営業用車両は以下の通りである。同年時点で大半の車両が旧ソ連時代に製造された旧型電車で、新造車両の導入自体も2008年の71-619KT以降長期に渡って途絶えていた。2017年にはモスクワ市電から8両の電車が譲渡されたものの実際に営業運転に使用されたのは3両のみであり、これらの車両についても2023年までに営業運転から離脱している。一方、同年には新型超低床電車を13両導入する計画が発表され、同年9月に実施された入札の結果、PC輸送システムズが発注権を獲得した。これに伴い翌2024年3月までに同社が生産する71-911EM "ライオネット"の導入が実施される事になっており、在籍車両の約40 %が置き換えられる。
| 車両形式 | 車両形式 | 両数       | 備考・参考 |
| -------- | -------- | ---------- | ---------- |
| 71-605   | 71-605   | 16両       | [ 3 ]      |
| 71-605   | 71-605A  | 2両        | [ 3 ]      |
| 71-608   | 71-608K  | 2両        | [ 3 ]      |
| 71-608   | 71-608KM | 6両        |            |
| 71-619   | 71-619KT | 3両        |            |
| 71-911   | 71-911EM | 13両(予定) | 超低床電車 |

## その他
1960年代、オルスクとノヴォトロイツクの都市機能の統一を図る動きが起き、それに関連して両都市を結ぶ路面電車の建設計画が存在したが実現せず、両都市間は2020年現在も路線バスなどによる連絡が行われている。